# Alamo (Nevada)
Pour les articles homonymes, voir Alamo.
Alamo est une ville non incorporée du comté de Lincoln, dans l'État du Nevada aux États-Unis. Elle est située dans la vallée Pahranagat, à 1 051 m d'altitude, à 140 km au nord de Las Vegas.
La ville, fondée en 1901, tire son nom du mot espagnol Álamo, qui veut dire « peuplier », un arbre répandu dans cette région. Son économie repose principalement sur l'élevage de bétail.
Alamo profite aussi du tourisme : c'est un lieu de passage pour les voyageurs provenant de Las Vegas qui souhaitent se diriger vers le nord du Nevada et l'Idaho. La proximité de plusieurs sites remarquables comme la réserve naturelle nationale de la vallée de Pahranagat, l'autoroute des extraterrestres ou encore la zone 51 ont permis au village de développer des commerces, des stations-service et des structures d'hébergement.